# Agordo

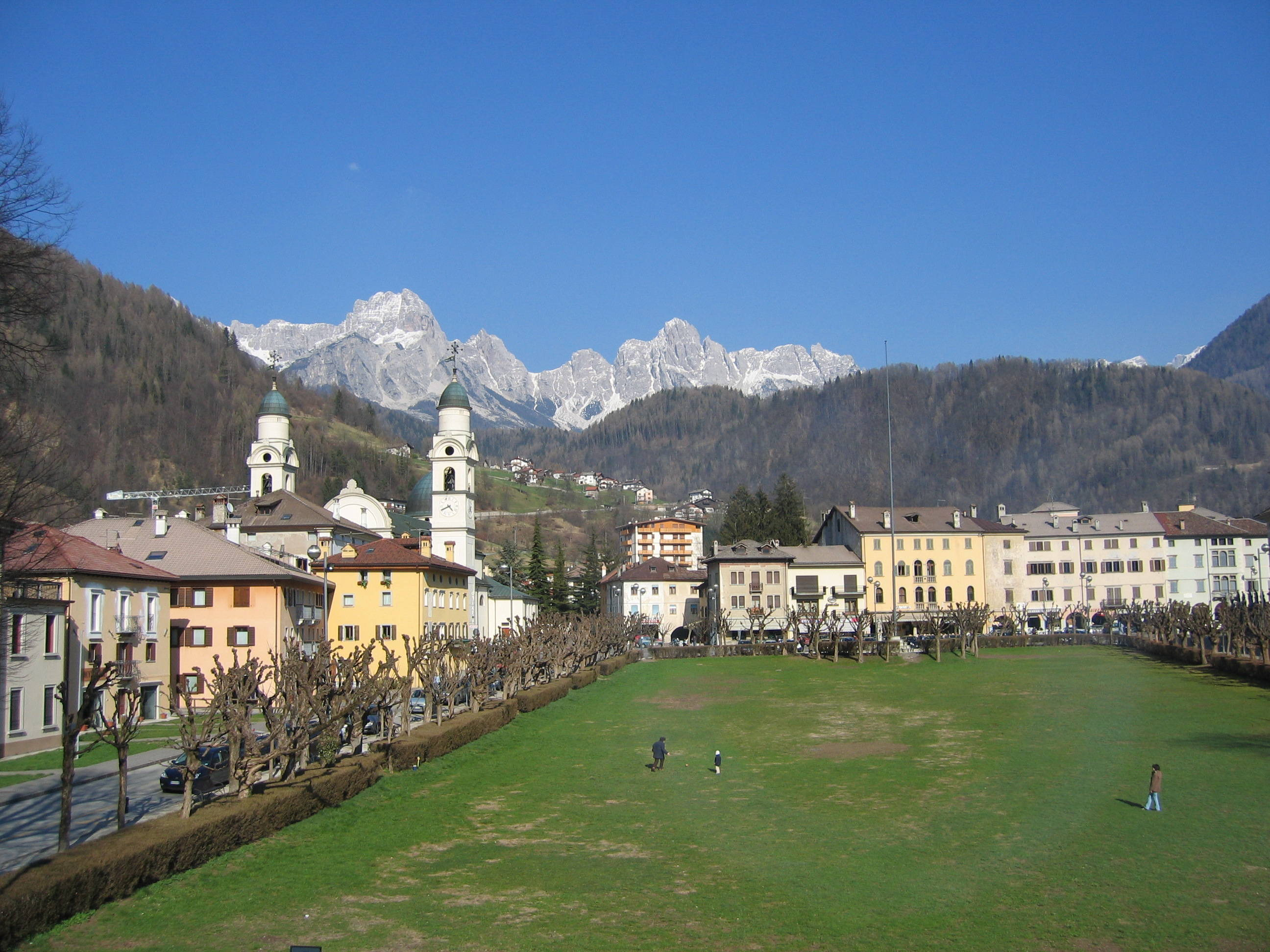
Agordo

Agordo (ladinisch Ègort, deutsch Augarten) ist eine nordostitalienische Gemeinde (comune) mit 4048 Einwohnern (Stand 31. Dezember 2023) in der Provinz Belluno in Venetien. Die Gemeinde liegt etwa 21 Kilometer nordwestlich von Belluno am Cordevole. Agordo gehört zur ladinischen Sprachinsel.

## Wirtschaft und Verkehr
Die Bahnstrecke von Bribano nach Agordo ist seit 1955 geschlossen. Die Regionalstraße 203 verbindet Agordo mit Belluno im Süden und Alleghe im Norden. Nach Osten führt die Provinzstraße 347 über den Passo Duran nach Forno di Zoldo im Val di Zoldo.
Der Brillenhersteller Luxottica wurde 1961 in Agordo gegründet (seit 2018 Teil von EssilorLuxottica) und ist heute einer der größten Arbeitgeber des Ortes. Weiterhin ist der Tourismus aufgrund der Lage Agordos innerhalb der Dolomiten von Bedeutung.

## Kultur
Die Union dei Ladign de Agort hält die ladinische Sprache und Kultur hoch.

## Gemeindepartnerschaften
Agordo unterhält eine inneritalienische Partnerschaft mit der Gemeinde Zugliano in der Provinz Vicenza sowie eine Partnerschaft mit der französischen Gemeinde Dolomieu im Département Isère.

## Persönlichkeiten
- Tito Livio Burattini (1617–1681), Erfinder und Instrumentenbauer; geboren in Agordo
- Friedrich Mohs (1773–1839), deutsch-österreichischer Mineraloge; in Agordo verstorben
- Giuseppe Giacomini (1940–2021), Opernsänger; in Agordo verstorben
- Magda Genuin (* 1979), Skilangläuferin; geboren in Agordo